# Agrotera
Agrotera (altgriechisch Ἀγροτέρα Agrotéra, deutsch ‚Jägerin‘) ist eine Epiklese der griechischen Göttin Artemis, mit der sie als Jagdgöttin verehrt wurde. Ihr Kult ist fast im gesamten antiken Griechenland greifbar, am besten überliefert ist dabei ihr Kult in Athen.
In Athen hatte Artemis Agrotera ein ihr gewidmetes Heiligtum, das sich in einem „Agrai“ genannten Bezirk des Demos Agryle am Ilisos befand. Ihre Kultstatue zeigte sie einen Bogen tragend. In der aitiologischen Erklärung des Kultes begab sich Artemis hier auf die Jagd, nachdem sie von ihrem Geburtsort Delos nach Attika kam. Ihr zu Ehren wurde dort am sechsten Boëdromion jährlich das Fest Charisteria gefeiert, das nach der Schlacht bei Marathon (490 v. Chr.) eingerichtet wurde. Der Archon polemarchos opferte ihr und dem Kriegsgott Enyalios bei dem Fest 500 Ziegen, die von gerüsteten Epheben zum Heiligtum geführt wurden. Da der Sieg gegen die Perser bereits im Monat Metageitnion errungen wurde, wird von einer Erneuerung einer bereits zu diesem Datum bestehenden Kulthandlung für Artemis Agrotera ausgegangen. Zur Finanzierung des Heiligtums standen der Artemis Agrotera zehn Prozent aus dem Erlös für Gefangene zu.
In Aigeira wurde ihr nach dem Sieg über die Sikyonier ein Heiligtum gestiftet, dessen Standort von einer Ziege bestimmt wurde, was wie in Athen auf ein Ziegenopfer schließen lässt. In Sparta wurden ihr ebenfalls Ziegen geopfert. Ein Tempel in Megalopolis soll vom Herakleiden Aristodemos begründet worden sein, ein weiterer Tempel ist aus Phanagoreia bekannt. In Megara hatte sie gemeinsam mit Apollon Agraios einen Tempel, den in der aitiologischen Erzählung Alkathoos eingerichtet haben soll, nachdem er den Kithaironischen Löwen erlegt hatte. Ferner ist ihre Verehrung auf Euböa, in Kyrene, in Syrakus und in Olympia belegt.